# Општина Бозиору (Бузау)
Бозиору (рум. Bozioru) општина је у Румунији у округу Бузау.
Oпштина се налази на надморској висини од 443 m.